# Toy Soldiers (phim 1991)
Toy Soldiers là một bộ phim hành động - tâm lý Mỹ của đạo diễn Daniel Petrie, Jr. thực hiện, công chiếu vào năm 1991. Phim dựa trên tiểu thuyết cùng tên của nhà văn William P. Kennedy.

## Nội dung
Ở Barranquilla, Colombia, tên khủng bố Luis Cali cùng với nhóm lính đánh thuê của hắn bắt những người trong tòa án làm con tin. Hắn yêu cầu chính phủ thả người bố trùm ma túy của hắn, Enrique Cali, sau đó biết rằng ông đã được đưa đến nước Mỹ để xét xử. Bọn khủng bố liền chạy thoát bằng máy bay trực thăng, rồi đến México để vượt biên đến Mỹ.
Bọn khủng bố xâm chiếm một trường Đại học và bắt những anh chàng sinh viên làm con tin. Chúng còn đặt thuốc nổ khắp trường, sẵn sàng cho nổ tung ngôi trường nếu có biến cố gì xảy ra. Cảnh sát trưởng địa phương định can thiệp nhưng chiếc xe của ông bị bọn khủng bố nã đạn súng máy Browning M2, buộc ông phải rút lui. Cảnh sát bang, FBI và quân đội Mỹ đều được gọi đến, họ giữ khoảng cách để tránh chọc tức bọn khủng bố.
Billy và nhóm bạn của anh bắt đầu quan sát và sưu tập toàn bộ thông tin về bọn khủng bố. Họ làm bọn khủng bố bị xao lãng để Billy có thể bí mật lẻn ra ngoài đưa số tài liệu cho quân đội. Phía quân đội không cho phép Billy quay lại ngôi trường, nhưng với sự động viên của thầy giáo Parker, anh đã bỏ chạy về trường kịp lúc khi bọn khủng bố đang kiểm tra số lượng sinh viên.
Trùm mafia Albert Trotta - bố của Joey - dàn xếp thông qua bố của Luis ở trong tù để Joey được thả ra. Tuy nhiên Joey từ chối rời đi, anh giật khẩu súng Uzi và bắn một tên khủng bố để rồi bị bắn chết. Biết tin con trai mình chết, ông Albert trả thù bằng cách cho người giết chết ông Enrique ở trong tù.
Quân đội hiểu rằng họ phải hành động nhanh trước khi Luis hay tin bố hắn chết. Họ tổ chức một cuộc tấn công vào ngôi trường, tiêu diệt bọn khủng bố. Nhóm bạn của Billy cũng hạ gục vài tên khủng bố và đưa các sinh viên khác trốn xuống tầng hầm bí mật. Luis tính cho nổ tung ngôi trường nhưng thiết bị kích hoạt của hắn đã bị nhóm của Billy chỉnh sửa cho kết nối với một món đồ chơi điều khiển từ xa. Cuối cùng Luis bị bắn chết, vài tên khủng bố còn sống thì bị bắt giữ, những sinh viên được tự do.

## Diễn viên
- Sean Astin vai William "Billy" Tepper
- Wil Wheaton vai Joseph "Joey" Trotta
- Louis Gossett, Jr. vai Dean Edward Parker
- Keith Coogan vai Jonathan "Snuffy" Bradberry
- George Perez vai Ricardo "Ricky" Montoya
- T.E. Russell vai Henry "Hank" Giles III
- Shawn Phelan vai Derek "Yogurt" Case
- Knowl Johnson vai Phil Donoghue
- Denholm Elliott vai Hiệu trưởng Robert Gould
- Jerry Orbach vai Albert Trotta
- Andrew Divoff vai Luis Cali
- Michael Champion vai Jack Thorpe
- Rafael H. Robledo vai Carlos
- Thomas R. Trigo vai Ruiz
- Jerry Valdez vai Jorge
- Jesse Doran vai Enrique Cali
- Mason Adams vai Đặc vụ FBI Otis Brown
- R. Lee Ermey vai Tướng quân Kramer
- Richard Travis vai Nhân viên bảo vệ Frank Ingram
- Stan Kelly vai Cảnh sát trưởng James Role